# Desmodieae
Desmodieae ist eine Tribus in der Unterfamilie der Schmetterlingsblütler (Faboideae) innerhalb der Familie der Hülsenfrüchtler (Fabaceae). Ihre 520 bis 530 Arten besitzen ein Hauptverbreitungsgebiet in tropischen, subtropischen und warm-gemäßigten Gebieten, aber sie kommen auch in den kühl-gemäßigten und subborealen Gebieten des östlichen Asiens und Nordamerikas vor.

## Beschreibung

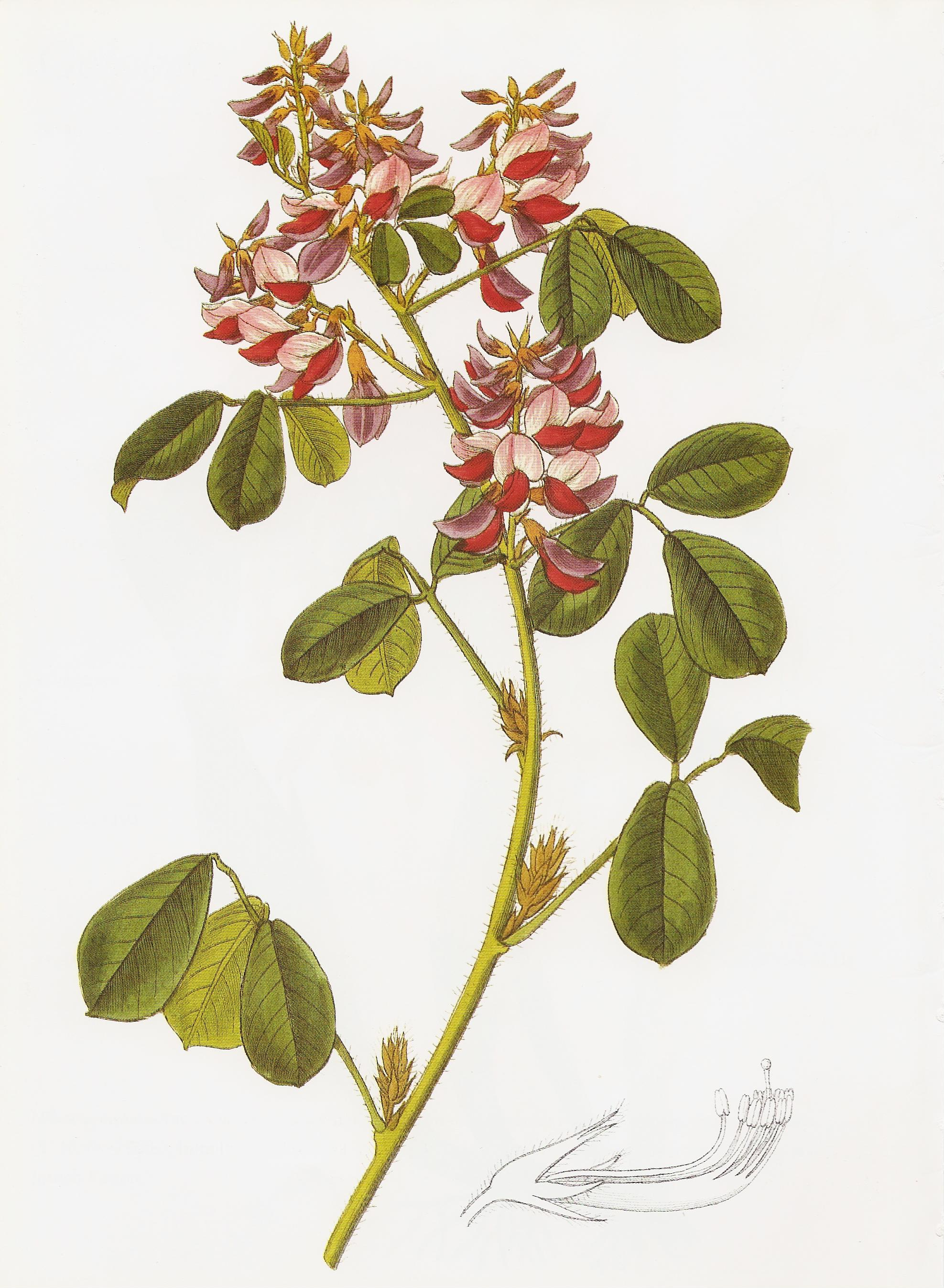
Illustration von Lespedeza macrostyla

### Vegetative Merkmale
Es sind meist ausdauernde, manchmal einjährige, krautige Pflanzen oder Sträucher, selten Bäume oder windende Pflanzen.
Die meist unpaarig gefiederten Laubblätter besitzen meist drei, selten bis neun Fiederblättchen; manchmal bis auf ein Fiederblatt reduziert. Meist sind gestreifte Nebenblätter vorhanden.

### Generative Merkmale
Es werden end- oder seitenständige meist traubige, manchmal rispige, selten doldige oder bündelige Blütenstände gebildet.
Die zwittrigen Blüten sind zygomorph und fünfzählig mit doppelter Blütenhülle (Perianth). Die fünf Kelchblätter sind verwachsen und enden mit vier oder fünf Kelchzähnen oder zweilippig. Die Blütenkrone hat den typischen Aufbau der Schmetterlingsblütler. Die Flügel sind gleich lang oder länger als das Schiffchen und haften oft an seiner Basis. Oft sind neun der zehn Staubblätter untereinander zu einer Röhre verwachsen, aber sie können auch alle frei sein. Die Staubbeutel sind alle gleich. Es ist ein oberständiges Fruchtblatt vorhanden.
Die transversal verwachsenen Hülsenfrüchte bestehen manchmal nur aus einem Abschnitt oder selten zwei Fächern. Die Samen besitzen selten einen Arillus.

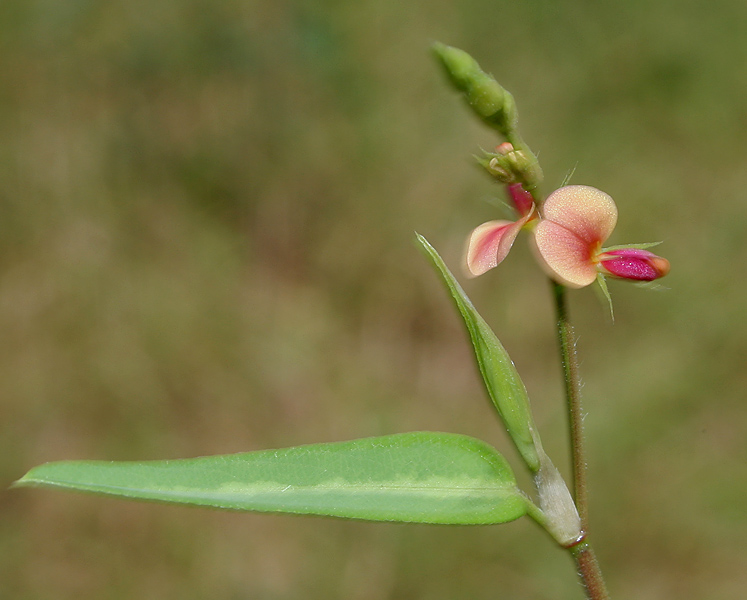
Subtribus Desmodiinae: Zu einer Fieder reduzierte Laubblätter mit Blüte von Alysicarpus longifolius

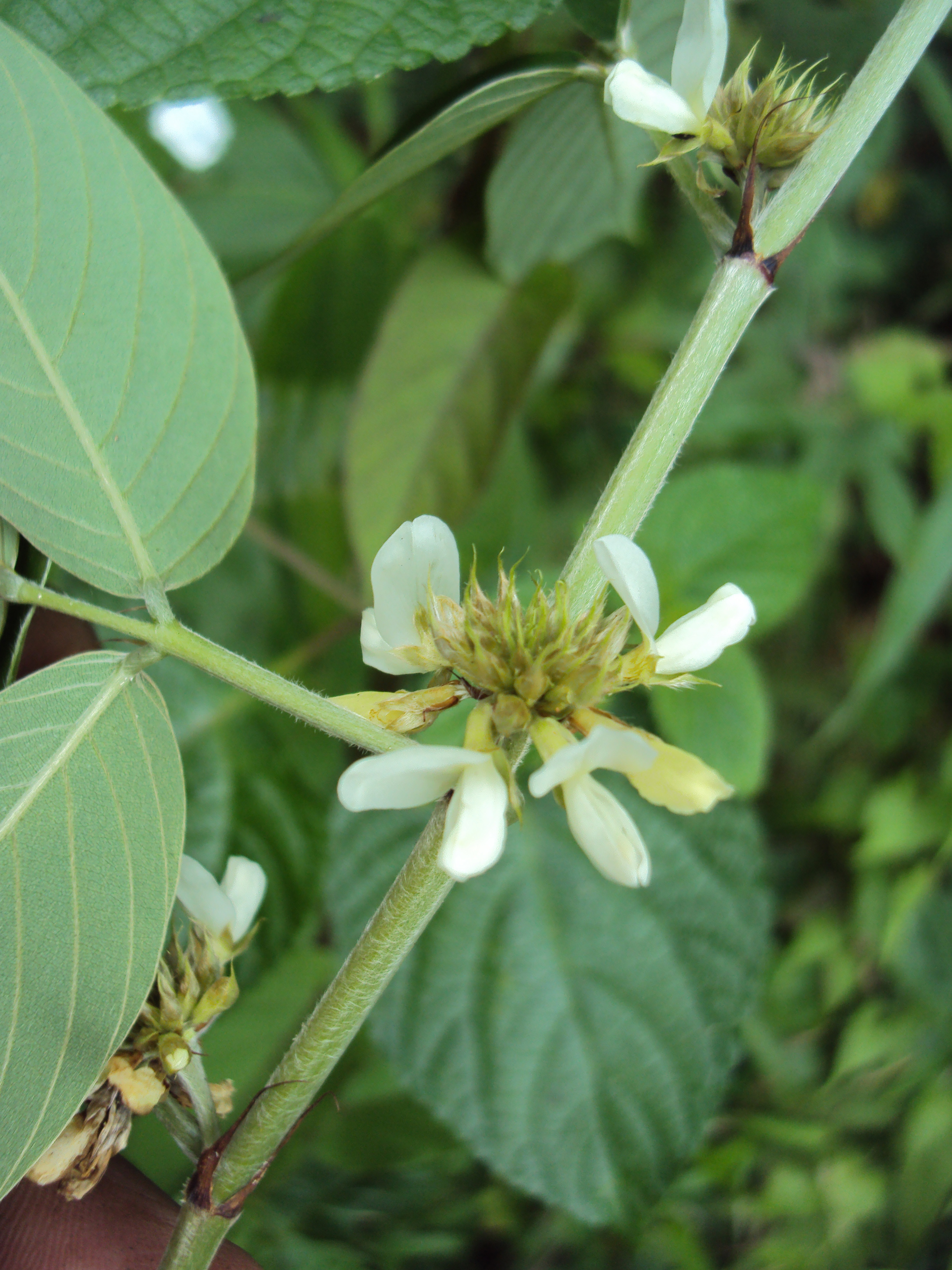
Subtribus Desmodiinae: Stängel und Blütenstand von Dendrolobium triangulare

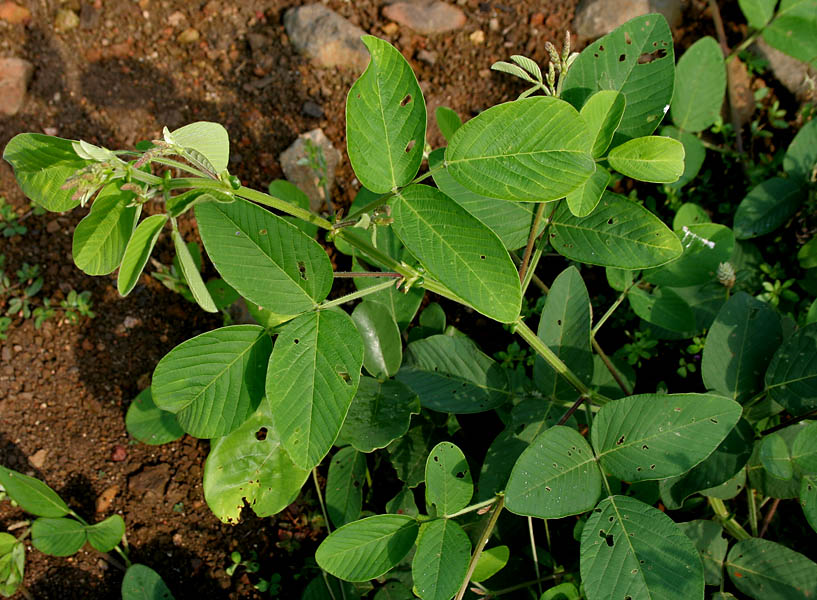
Subtribus Desmodiinae: Habitus und Laubblätter von Uraria rufescens

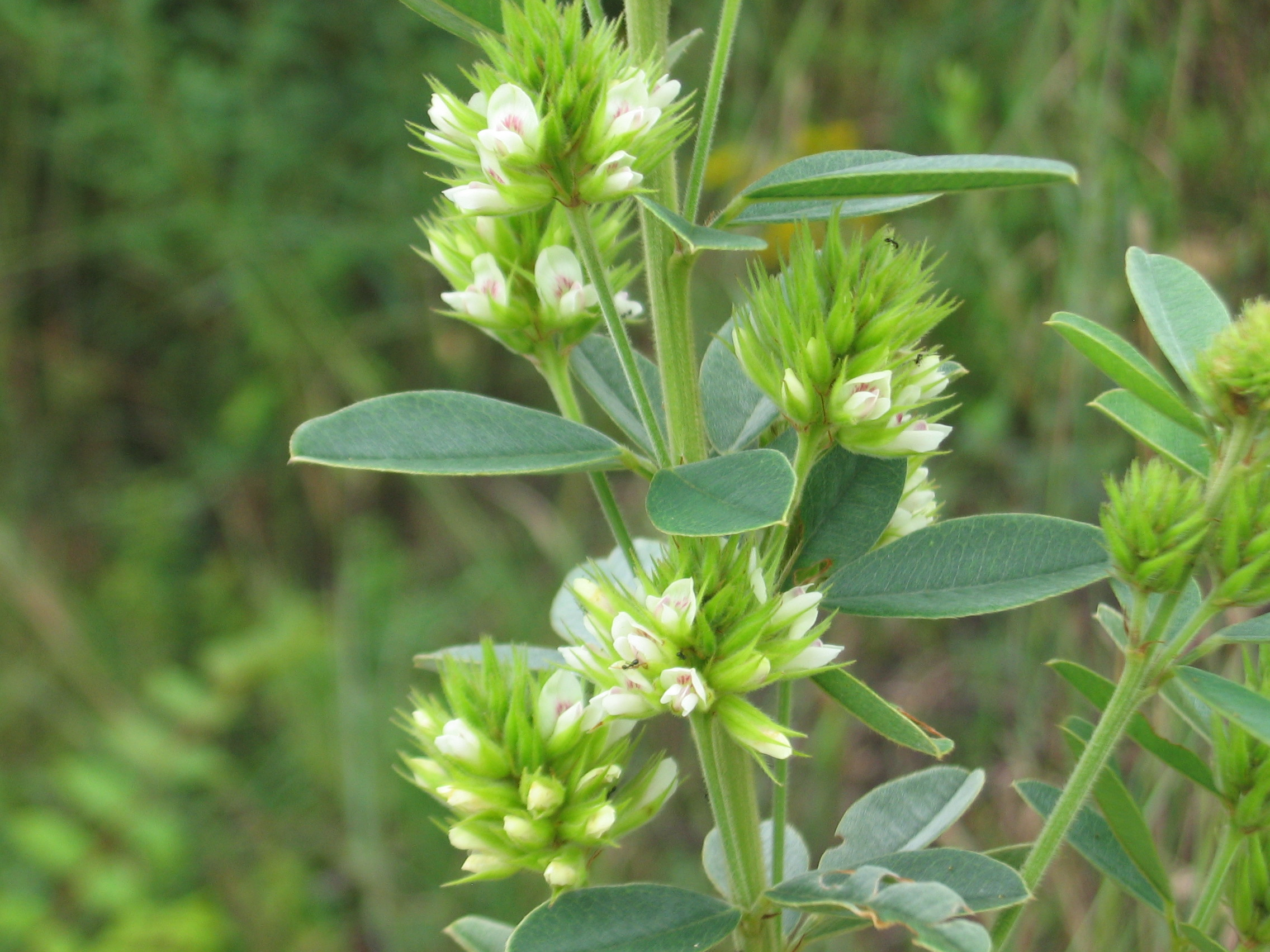
Subtribus Lespedezinae: Lespedeza capitata

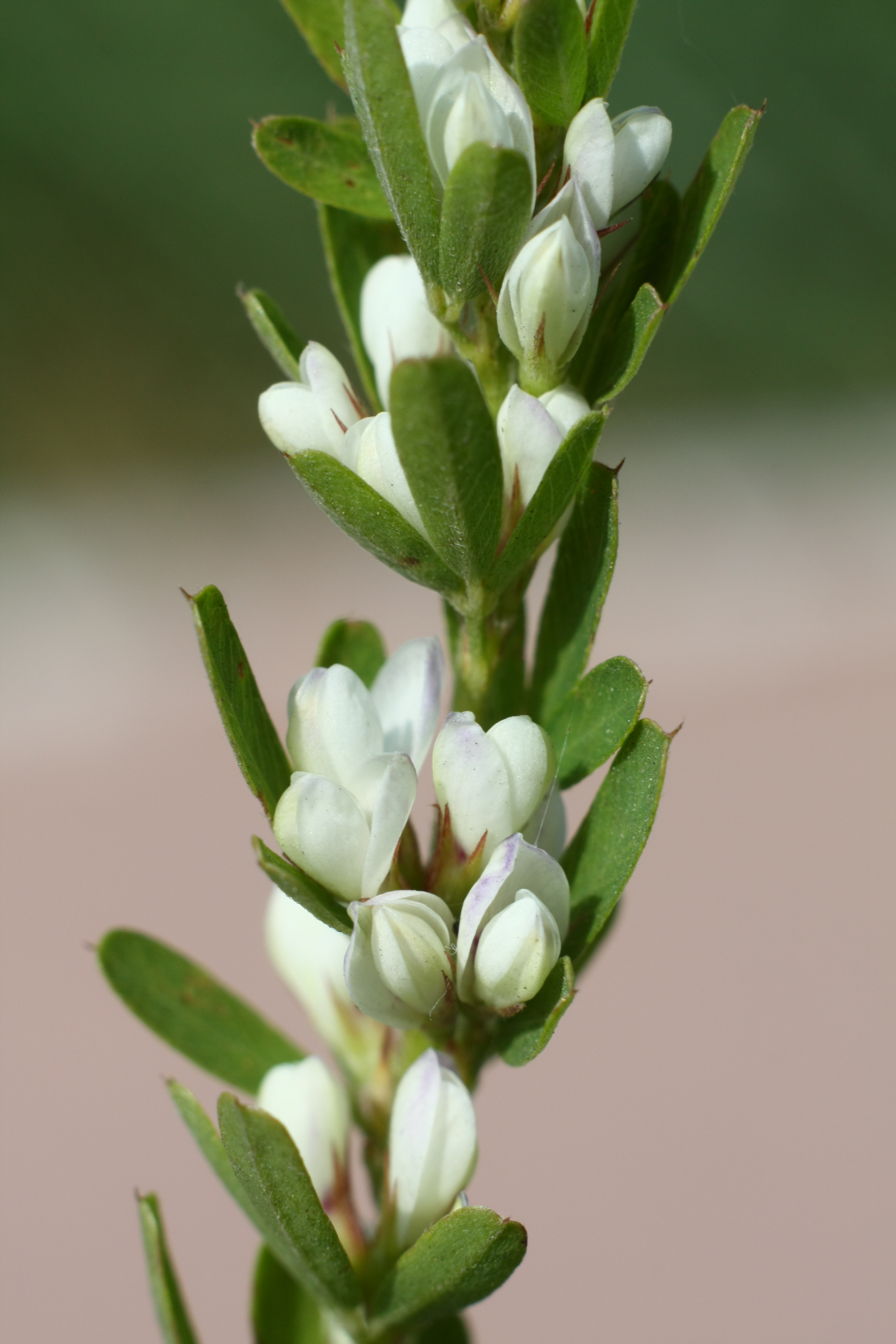
Subtribus Lespedezinae: Lespedeza cuneata

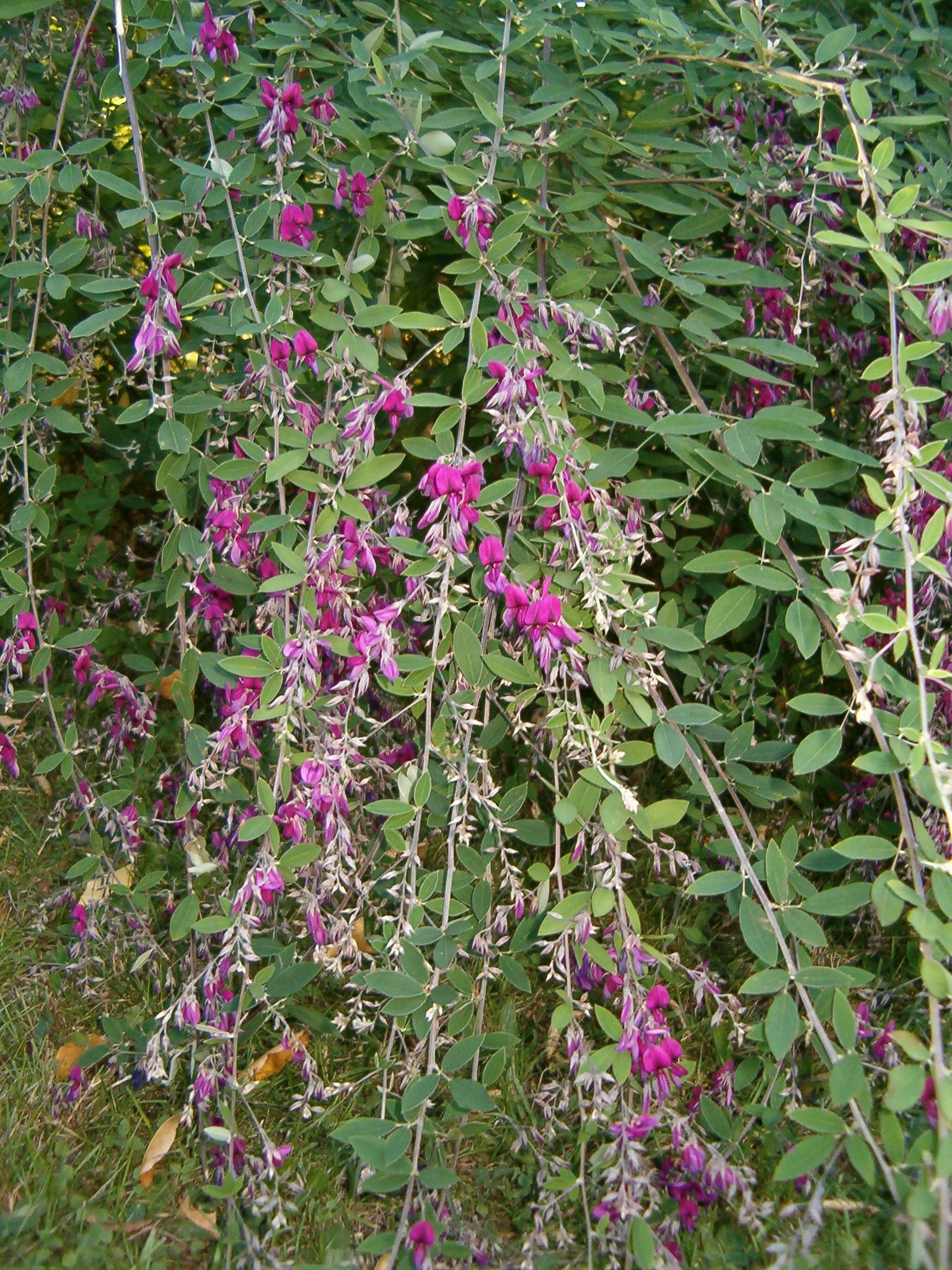
Subtribus Lespedezinae: Habitus, Laubblätter und Blüten des Thunbergs Buschklee (Lespedeza thunbergii)

## Systematik
Die Tribus Desmodieae Hutch. wurde 1964 durch John Hutchinson in Gen. Fl. Pl., 1, S. 477 aufgestellt. Typusgattung ist Desmodium Desv.
Die Tribus Desmodieae wird gegliedert in zwei Subtribus mit etwa 23 bis 30 Gattungen mit 520 bis 530 Arten:
- Subtribus Desmodiinae: Sie enthält etwa 20 Gattungen:
  - Alysicarpus Desv.: Die etwa 30 Arten sind im tropischen Afrika, Asien, Australien und der Neotropis weitverbreitet.
  - Aphyllodium (DC.) Gagnep.: Die zwei bis sieben Arten kommen vom tropischen Asien bis nördlichen Australien vor.
  - Arthroclianthus Baill.: Sie enthält nur eine Art:
    - Arthroclianthus cuneatus Schindl.: Sie kommt in Neukaledonien vor.

  - Christia Moench: Die etwa 13 Arten kommen im tropischen Asien und Australien vor.
  - Codoriocalyx Hassk.: Die nur zwei Arten sind in Asien Südostasien und Australien verbreitet:
    - Codoriocalyx gyroides (Link) Hassk.: Das natürliche Verbreitungsgebiet liegt im südlichen Asien und Südostasien, sie ist in vielen tropischen Gebieten der Welt ein Neophyt.
    - Telegrafenpflanze (Codoriocalyx motorius (Houtt.) H.Ohashi): Das natürliche Verbreitungsgebiet liegt im südlichen Asien, Südostasien und Australien, sie ist in vielen tropischen Gebieten der Welt ein Neophyt.

  - Dendrolobium (Wight & Arn.) Benth.: Die etwa acht Arten gedeihen im subtropischen bis tropischen Asien sowie in Australien.
  - Desmodiastrum (Prain) A.Pramanik & Thoth.: Die nur zwei Arten kommen nur in Indien vor.
  - Desmodium Desv.: Die etwa 280 Arten hauptsächlich in tropischen and subtropischen Gebieten.
  - Droogmansia De Wild.: Die etwa 24 Arten kommen in Afrika vor.
  - Eleiotis DC.: Die nur zwei Arten kommen in Indien, Myanmar und Sri Lanka vor.
  - Hylodesmum H.Ohashi & R.R.Mill: Die etwa 14 Arten kommen hauptsächlich in Ostasien, drei Arten in Nordamerika vor, darunter
    - Hylodesmum repandum (Vahl) H.Ohashi & R.R.Mill

  - Leptodesmia (Benth.) Benth. & Hook. f.: Die nur drei Arten kommen in Madagaskar vor, eine davon auch in Asien.
  - Mecopus Benn.: Sie enthält nur eine Art:
    - Mecopus nidulans Bennett: Sie ist im tropischen Asien verbreitet.

  - Melliniella Harms: Sie enthält nur eine Art:
    - Melliniella micrantha Harms: Sie ist in Zentralafrika weitverbreitet.

  - Nephrodesmus Schindl.: Sie enthält nur eine Art:
    - Nephodesmus albus Schindl.: Sie kommt nur in Neukaledonien vor.

  - Ohwia H.Ohashi: Die nur zwei Arten kommen in Ost- sowie Südostasien vor.
  - Phyllodium Desv.: Die sechs bis acht Arten sind vom tropischen und subtropischen Asien bis nördlichen Australien verbreitet.
  - Pseudarthria Wight & Arn.: Sie enthält nur eine Art:
    - Pseudarthria hookeri Wight & Arn.: Sie ist in Madagaskar und Afrika beheimatet.

  - Pycnospora R.Br. ex Wight & Arn.: Sie enthält nur eine Art:
    - Pycnospora lutescens (Poiret) Schindler: Sie ist im tropischen Afrika, Asien bis östlichen Australien verbreitet.

  - Tadehagi H.Ohashi: Die etwa sechs Arten sind im tropischen Asien, nördlichen Australien und auf Pazifischen Inseln verbreitet.
  - Trifidacanthus Merr.: Sie enthält nur eine Art:
    - Trifidacanthus unifoliolatus Merrill: Sie ist in China, Vietnam, Indonesien und auf den Philippinen verbreitet.

  - Uraria Desv.: Die etwa 20 Arten kommen hauptsächlich im tropischen Afrika, Asien und Australien vor.
  - Urariopsis Schindler: Die nur zwei Arten kommen in Kambodscha, China, Indien, Indonesien, Laos, Myanmar, Thailand und Vietnam vor.

- Subtribus Lespedezinae: Sie enthält etwa drei Gattungen:
  - Campylotropis Bunge: Die etwa 37 Arten sind hauptsächlich in den gemäßigten Gebieten Asiens verbreitet.
  - Kummerowia Schindl.: Die nur zwei Arten sind in China, Japan, Korea und Russland verbreitet.
  - Buschklee (Lespedeza Michx.): Die etwa 60 Arten sind in Asien und Nordamerika weitverbreitet.

## Inhaltsstoffe
Die Inhaltsstoffe vieler Arten wurden untersucht.